# Kotoōshū Katsunori
Kotoōshū Katsunori (琴欧洲 勝紀 en japonés, nacido el 19 de febrero de 1983 como Kaloyan Stefanov Mahlyanov (Калоян Стефанов Махлянов en búlgaro) en Veliko Tarnovo, Bulgaria) es un exluchador profesional de sumo o rikishi. Su rango más alto fue el de ōzeki o "campeón", que es el segundo nivel más alto en el mundo del sumo, superado únicamente por el yokozuna. El 24 de mayo de 2008 hizo historia convirtiéndose en el primer europeo en proclamarse campeón de una Copa del Emperador. En 2013 tras dos torneos seguidos con más derrotas que victorias, sería degradado nuevamente a sekiwake, rango en el cual se mantuvo hasta su retirada.
En 2014 obtendría la nacionalidad japonesa, porque quería convertirse en oyakata después de retirarse; y debido a eso tuvo que cambiar su nombre real a Karoyan Ando (安藤 カロヤン en japonés).

## Biografía
Kotoōshū es un luchador originario de la lucha grecorromana entrenado por su padre y que a los 14 años ya fue campeón de Europa. Fue aceptado por la Academia deportiva nacional de Bulgaria y esperaba participar en los Juegos Olímpicos del año 2000, sin embargo su peso superó los 120 kilogramos y no pudo participar, por lo cual fue reclutado para hacer sumo.

## Historial
| Año (Honbasho) | Hatsu Basho (enero) (ciudad de Tokio) | Haru Basho (marzo) (ciudad de Osaka) | Natsu Basho (mayo) (ciudad de Tokio) | Nagoya Basho (julio) (ciudad de Nagoya) | Aki Basho (septiembre) (ciudad de Tokio) | Kyushu Basho (noviembre) (ciudad de Fukuoka) | Victorias / Derrotas / Ausencias |
| 2002           | ─                                     | ─                                    | ─                                    | ─                                       | ─                                        | Maezumo Hatsu Dohyō 0 - 0                    | 0 - 0                            |
| 2003           | Jonokuchi 30 Oeste 7 - 0              | Jonidan 25 Oeste 6 - 1               | Sandanme 16 Oeste 6 - 1              | Sandanme 8 Este 6 - 1                   | Makushita 33 Este 5 - 2                  | Makushita 21 Oeste 5 - 2                     | 35 - 7                           |
| 2004           | Makushita 8 Este 6 - 1                | Makushita 2 Este 7 - 0               | Jūryō 10 Este 10 - 5                 | Jūryō 3 Este 13 - 2                     | Maegashira 14 Este 9 - 6                 | Maegashira 10 Oeste 11 - 4                   | 56 - 18                          |
| 2005           | Maegashira 4 Este 9 - 6               | Komusubi 1 Oeste 4 - 11              | Maegashira 5 Este 10 - 5             | Komusubi 1 Este 12 - 3                  | Sekiwake 1 Este 13 - 2                   | Sekiwake 1 Este 11 - 4                       | 59 - 31                          |
| 2006           | Ōzeki 2 Oeste 10 - 5                  | Ōzeki 1 Oeste 9 - 6                  | Ōzeki 1 Oeste 8 - 7                  | Ōzeki 2 Oeste 8 - 7                     | Ōzeki 2 Oeste 10 - 5                     | Ōzeki 1 Oeste 10 - 5                         | 55 - 35                          |
| 2007           | Ōzeki 1 Este 9 - 6                    | Ōzeki 2 Este 8 - 7                   | Ōzeki 1 Oeste 9 - 6                  | Ōzeki 2 Este 9 - 6                      | Ōzeki 1 Oeste 8 - 7                      | Ōzeki 2 Este 2 - 5 - 8                       | 45 - 37 - 8                      |
| 2008           | Ōzeki 2 Oeste 9 - 6                   | Ōzeki 1 Este 2 - 7 - 6               | Ōzeki 2 Oeste 14 - 1                 | Ōzeki 1 Este 9 - 6                      | Ōzeki 1 Oeste 8 - 7                      | Ōzeki 2 Oeste 8 - 7                          | 50 - 34 - 6                      |
| 2009           | Ōzeki 2 Este 10 - 5                   | Ōzeki 1 Este 10 - 5                  | Ōzeki 1 Este 9 - 6                   | Ōzeki 1 Oeste 13 - 2                    | Ōzeki 1 Este 9 - 6                       | Ōzeki 1 Este 10 - 5                          | 61 - 29                          |
| 2010           | Ōzeki 1 Este 9 - 6                    | Ōzeki 1 Oeste 10 - 5                 | Ōzeki 1 Oeste 9 - 6                  | Ōzeki 2 Este 10 - 5                     | Ōzeki 1 Oeste 10 - 5                     | Ōzeki 1 Este 8 - 7                           | 56 - 34                          |
| 2011           | Ōzeki 2 Este 10 - 5                   | ─                                    | Ōzeki 1 Este 3 - 8 - 4               | Ōzeki 2 Oeste 9 - 6                     | Ōzeki 2 Oeste 1 - 6 - 8                  | Ōzeki 2 Este 9 - 6                           | 32 - 31 - 12                     |
| 2012           | Ōzeki 2 Este 10 - 5                   | Ōzeki 2 Oeste 8 - 7                  | Ōzeki 3 Este 8 - 7                   | Ōzeki 3 Este 9 - 6                      | Ōzeki 3 Este 2 - 4 - 9                   | Ōzeki 2 Oeste 9 - 6                          | 46 - 35 - 9                      |
| 2013           | Ōzeki 2 Este 10 - 5                   | Ōzeki 1 Oeste 1 - 5 - 9              | Ōzeki 2 Oeste 8 - 7                  | Ōzeki 2 Oeste 9 - 6                     | Ōzeki 2 Oeste 4 - 3 - 8                  | Ōzeki 2 Oeste 1 - 3 - 11                     | 33 - 29 - 28                     |
| 2014           | Sekiwake 1 Oeste 8 - 7                | Sekiwake 1 Oeste 1 - 10 - 4          | ─                                    | ─                                       | ─                                        | ─                                            | 9 - 17 - 4                       |